# Aganocrossus paraciprianii
Aganocrossus paraciprianii är en skalbaggsart som beskrevs av Bordat 2008. Aganocrossus paraciprianii ingår i släktet Aganocrossus och familjen Aphodiidae. Inga underarter finns listade i Catalogue of Life.